# Hubad
Hubad je priimek v Sloveniji, ki ga je po podatkih Statističnega urada Republike Slovenije na dan 1. januarja 2010 uporabljalo 24 oseb.

## Znani nosilci priimka
- Dana Hubad (1918—2017), pianistka
- Franc Hubad (1849—1916), učitelj, šolnik, narodopisec in pisatelj
- Ivan Hubad (1875—1958), škofjeloški zdravnik
- Ivan Hubad (1908—1993), farmacevt, lekarnar, publicist
- Jerica Hubad (r. Dolenc) (1873—1944), pevka
- Josip Hubad (1850—1906), prirodoslovec, šolnik
- Jože Hubad, (zgodovinsko-politični) publicist (fotograf?)
- Matej Hubad (1866—1937), zborovodja, pevski pedagog, glasbeni šolnik, harmonizator ljudskih pesmi
- Samo Hubad (1917—2016), dirigent